# موشلن
موشلن (غايزلتال) (بالألمانية: Mücheln) هي بلدة ألمانية و مدينة تقع في ألمانيا في Saalekreis. يقدر عدد سكانها بـ 8,994 نسمة .

## المدن التوأمة
مدن همزباخ، Bois-d'Arcy و نوفا بانا هي مدن توأمة لـموشلن (غايزلتال).